# Windy Mouth Indian Reserve 7
Windy Mouth Indian Reserve 7 är ett reservat i Kanada.   Det ligger i provinsen British Columbia, i den centrala delen av landet, 3 400 km väster om huvudstaden Ottawa. Windy Mouth Indian Reserve 7 ligger vid sjön Lac la Hache.
I omgivningarna runt Windy Mouth Indian Reserve 7 växer i huvudsak barrskog. Trakten runt Windy Mouth Indian Reserve 7 är nära nog obefolkad, med mindre än två invånare per kvadratkilometer.